# Square Rock Point
Der Square Rock Point ist eine Landspitze von King George Island im Archipel der Südlichen Shetlandinseln. Auf der Ostseite der Fildes-Halbinsel markiert sie das südliche Ende der Ardley Cove.
Chilenische Wissenschaftler benannten sie 1958 als Roca Cuadrada (spanisch für Quadratischer Felsen). Das UK Antarctic Place-Names Committee übertrug diese Benennung 2007 in angepasster Form ins Englische.